# Scleroderma sinnamariense
Scleroderma sinnamariense är en svampart som beskrevs av Mont. 1840. Scleroderma sinnamariense ingår i släktet Scleroderma och familjen rottryfflar.   Inga underarter finns listade i Catalogue of Life.